# Großobringen
Großobringen är en ortsteil i staden Am Ettersberg i Landkreis Weimarer Land i förbundslandet Thüringen i Tyskland. Großobringen var en kommun fram till den 1 januari 2019 när den uppgick i Am Ettersberg. Kommunen Großobringen hade 898 invånare 2018.